# Norma Lazareno
Norma Lazareno (Veracruz, 5 de novembro de 1939) é uma atriz mexicana.

## Biografia
Marina del Villar Silva, mais conhecida como Norma Lazareno é filha de Francisco Lazareno (cantor de ópera, música popular e professor de canto) e Paquita Silva Tejeda. Ela possui quatro irmãos.
Estreou no cinema em 1954, no filme "Maldita ciudad". Aos 15 anos estreou na televisão, no programa Variedades de mediodía, junto a Héctor Lechuga, Manuel Valdés e Leonorilda Ochoa. Estudou atuação na Escola de A.N.D.A. Em 1975, durante as gravações do filme "Supervivientes de los Andes", conheceu o ator e advogado Pablo Farrel, e casou-se com ele neste mesmo ano. Com ele, ela teve a sua única filha, Paulina Lazareno, nascida em 10 de outubro de 1977. O casamento durou até o ano de 1995. Em 28 de junho de 1997, sua filha Paulina Nazareno faleceu em um acidente automobilístico, aos 20 anos de idade.

## Carreira

### Telenovelas
- La mexicana y el güero (2021) - Doña Crucita
- Simplemente María (2015) - Olivia Aparicio Vda. de Bazaine
- Libre para amarte (2013) - María Teresa Lascurain
- Porque el amor manda (2012-2013) - Tracy Rodriguez
- Hasta que el dinero nos separe (2009-2010) - Rosario Álvarez del Castillo
- Destilando amor (2007) - Nuria Toledo de Duarte
- Niña amada mía (2003) - Judith Alcazar de Rincón del Valle
- ¡Vivan los niños! (2002) - Adelina
- Carita de ángel (2000)
- Por tu amor (1999) - Adelaida Zambrano (Villana)
- Preciosa (1998) - Regina de la Diva
- No tengo madre (1997) - Margarita Malpica
- El secreto de Alejandra (1997) - Paulina
- Cañaveral de pasiones (1996) - Hilda de Cisneros
- Caminos cruzados (1995) - Gigi Dumont
- Valentina (1993) - Alicia de Valdepeñas
- En carne propia (1990-1991) - Gertrudis de Serrano
- Mi pequeña Soledad (1990) - Yolanda Salazar Ballesteros
- Un rostro en mi pasado (1990) - Lina Mabarak
- Nuevo amanecer (1988) - Marissa
- La trampa (1988) - Karin
- Senda de gloria (1987) - Angelina Beloff
- Como duele callar (1987) - Mercedes de Cisneros
- Tú eres mi destino (1984) - Mercedes
- Te amo (1984) - Victoria
- Mañana es primavera (1982) - Sonia
- Infamia (1981) - Alma de Andreu
- El árabe (1980) - Zarda
- Al Salir el Sol (1980) - Amparo
- Caminemos (1980) - Adelina
- La llama de tu amor (1979)
- Los bandidos del río frío (1976) - Casilda
- Lo imperdonable (1975) - Sara Fonseca
- La tierra (1974) - Gabriela
- Cartas sin destino (1973)
- Nosotros los pobres (1973)
- Las fieras (1972) - Helene
- Pequeñeces (1971) - Carmen Gagle
- La gata (1970) - Mónica
- Un ángel en el fango (1967)

### Cinema
- El estudiante (2009)
- La hacienda del terror (2005)
- La tregua (2003)
- El verdugo (2003)
- Todo contigo (2002)
- Religión, la fuerza de la costumbre (2000)
- En las manos de Dios (1996)
- Ataque salvaje (1995)
- Ansiedad asesina (1992)
- Jóvenes delincuentes (1991)
- Deliciosa sinvergüenza (1990)
- El pozo del diablo (1990)
- Señoritas a disgusto (1989)
- Me llaman violencia (1989)
- Entre picudos te veas (1989)
- Pero sigo siendo el rey (1988)
- Para que dure no se apure (1988)
- El último triunfo (1988)
- El tráiler asesino (1986)
- Gavilán o paloma (1985)
- El escuadrón de la muerte (1985)
- Territorio sin ley (1984)
- Niño pobre, niño rico (1983)
- Lazos de sangre (1983)
- La fuga de Carrasco (1983)
- Terror en los barrios (1983)
- Vividores de mujeres (1982)
- La sangre de nuestra raza (1982)
- Al cabo qué ni quería (1982)
- La guerra es un buen negocio (1982)
- Los pepenadores de acá (1982)
- Ojo por ojo (1981)
- Mojado de nacimiento (1981)
- La Jorobada (1981)
- California Dancing Club (1981)
- La casa prohibida (1981)
- Las musiqueras (1981)
- Barrio de campeones (1981)
- Las tres tumbas (1980)
- El charro del misterio (1980)
- El secuestro de los cien millones (1979)
- De Cocula es el mariachi (1978)
- Terremoto en Guatemala (1978)
- Deportados (1977)
- El alegre divorciado (1976)
- El compadre más padre (1976)
- Supervivientes de los Andes (1976)
- Rapiña (1975)
- El Cristo de los milagros (1975)
- El desconocido (1974)
- Mulato (1974)
- La corona de un campeón (1974)
- El tigre de Santa Julia (1974)
- Uno para la horca (1974)
- Pobre, pero honrada! (1973)
- El juez de la soga (1973)
- La satánica (1973)
- El sargento Pérez (1973)
- Eva y Darío (1973)
- Los ángeles de la tarde (1972)
- Los perturbados (1972)
- Tampico (1972)
- Triángulo (1972)
- Chico Ramos (1971)
- Mama Dolores (1971)
- La casa del farol rojo (1971)
- Para servir a usted (1971)
- Liberación (1971)
- La venganza de las mujeres vampiro (1970)
- ¡Ahí madre! (1970)
- Fallaste corazón (1970)
- Quinto patio (1970)
- Las chicas malas del padre Mendez (1970)
- Fray Don Juan (1970)
- El amor de María Isabel (1970)
- La trinchera (1969)
- Trampas de amor (1969)
- El amor y esas cosas (1969)
- Las infieles (1969)
- Valentin Armienta el vengador (1969)
- El Yaqui (1969)
- Al rojo vivo (1969)
- La horripilante bestia humana (1969)
- La muñeca perversa (1969)
- Las pecadoras (1968)
- El libro de piedra (1968)
- La endemoniada (1968)
- Vagabundo en la lluvia (1968)
- Hasta el viento tiene miedo (1968)
- María Isabel (1968)
- El centauro Pancho Villa (1967)
- El mundo loco de los jóvenes (1967)
- Don Juan 67 (1967)
- Arrullo de Dios (1967)
- Los caifanes (1967)
- Estrategia matrimonial (1967)
- El norteño (1963)
- Estos años violentos (1962)
- El dolor de pagar la renta (1960)
- La llamada de la muerte (1960)
- Dicen que soy hombre malo (1960)
- Me gustan valentones! (1959)
- Mujeres encantadoras (1958)
- Concurso de belleza  (1958)
- La virtud desnuda (1957)
- El campeón ciclista (1957)
- Juventud desenfrenada (1956)
- Maldita ciudad  (1954)

### Séries
- Estrella 2 (2 de agosto de 2013)
- Gossip Girl: Acapulco (2013) - Cecilia 'Ceci' López-Haro
- La rosa de Guadalupe (1 episodio: Seguir al amor, 2008)
- Mujer casos de la vida real (Atou em 4 episódios entre 1996 e 2001)

### Teatro
- La familia real
- Cómo envejecer con gracia
- Los árboles mueren de pie
- Ciego amor
- Esta monja ¡No!
- Sueña
- Algo Paso

## Ligações Externas
- Norma Lazareno. no IMDb.